# Jarramplas
Jarramplas és una enigmàtica festa que defineix la riquesa cultural de Piornal (Càceres). Se celebra els dies 19 i 20 de gener.

## Preparatius

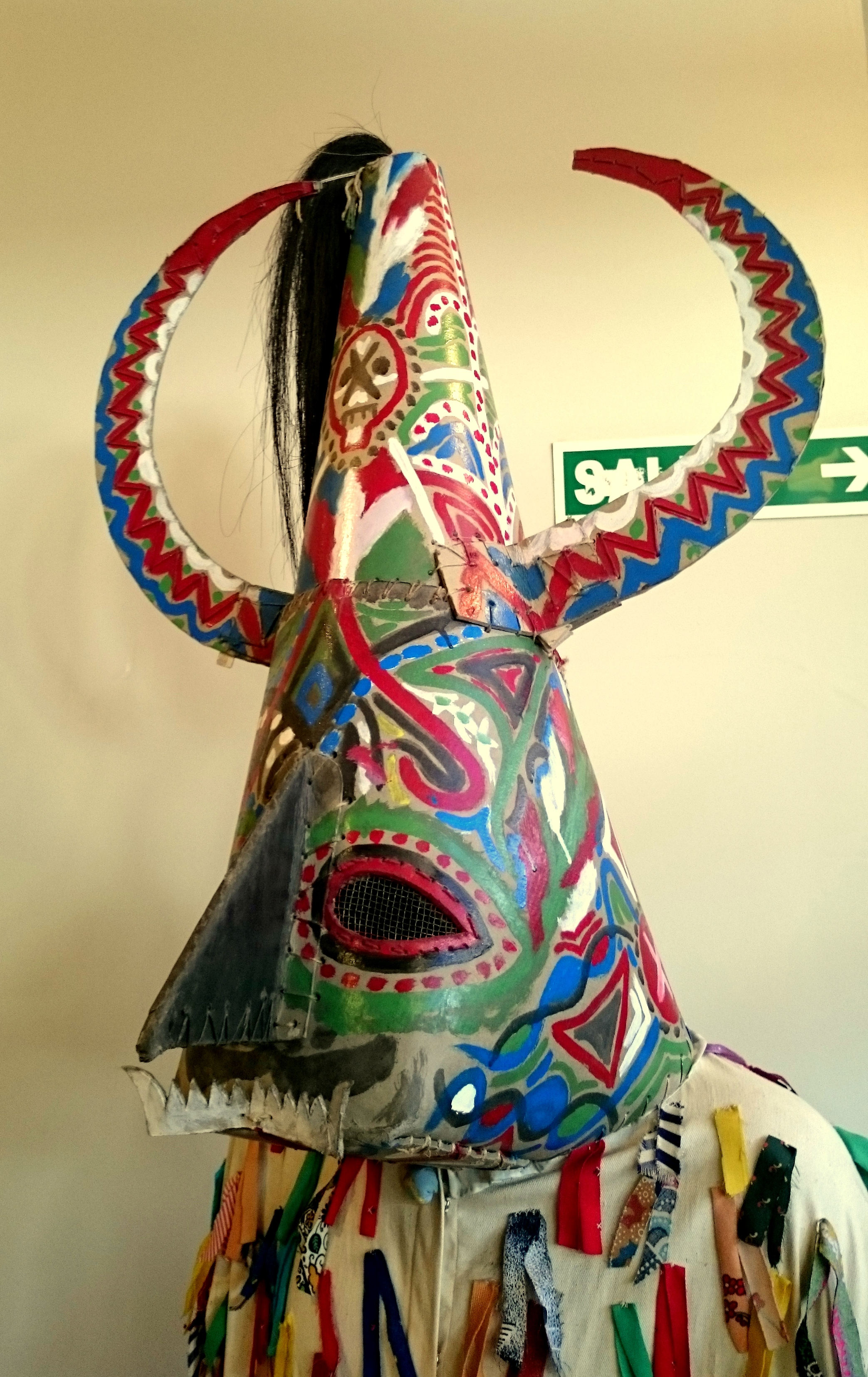
Màscara de Jarramplas al Museu d'Arts i Tradicions Populars (Madrid).

La festa de l'any que ve comença des del mateix moment que s'acaba la del present. El majordom entrant, persona que corre amb les despeses que origina la festa, acull en la seva casa al Jarramplas sortint, recull la seva roba i oferix un berenar a força de llom a la comitiva organitzadora.
Els treballs a realitzar durant l'any consistiran en la confecció dels vestits complets, les màscares, les cachiporras, el tamboril i l'assaig de les Alborás, -cobles en honor del sant-, feines que solen començar a principis de desembre.
El vestit de Jarramplas està compost per una jaqueta i uns pantalons blancs, dels quals pengen infinitat de cintes multicolors. La careta és de forma cònica, amb dues banyes laterals i un considerable nas. Del vèrtex superior de la màscara penja una cua de crinera de cavall.
Sota el vestit, per a evitar que la força i l'agressivitat d'alguns llançaments puguin produir danys importants, en els últims anys s'ha incorporat una espècie de pesada armadura de fibra de vidre, que li protegeix, però que li resta possibilitat de moviments.

## El dia abans. Baixada del Sant i elRegocijo
El dia 19 de gener al matí, Jarramplas i el majordom recorren el poble i visiten alguns domicilis en els quals recullen viandes i presents per a la festa, les molles de la matinada i el menjar que el dia 20 organitza el majordom.
Jarramplas efectua la seva primera sortida pel poble, amb màscara i tocant el tamboril, cap a les 12 del migdia. Els nens, zagales i altres que ja no són ni un ni altre, comencen a llançar-li projectils vegetals, naps bàsicament. Jarramplas es defensa movent-se el que li permeten les seves pesades proteccions i amb algun llançament de cachiporras a la munió. Entre carrera i carrera entra en cases i bars per a reposar forces.
Havent dinat, Jarramplas es dirigeix cap a l'església, duent després de si la consabida multitud que no pera de llançar-li naps. Al capvespre es procedeix a baixar la imatge del sant, Sant Sebastià, del seu tron per a vestir-lo i col·locar-lo en les camines, des d'on presidirà els actes litúrgics de l'endemà.
AL vespre, les campanes toquen a gaubança. Jarramplas, amb el cap descobert, fa un volt pels carrers del poble acompanyat per un grup de nens que, al so del tamboril, van cantant: 

"Le, lerelelelé leré le, lerelelelé leré le..."

## LesAlaborási les molles
Quan falten uns minuts per a la mitjanit, tot el poble es concentra en la porta de l'església. Jarramplas i la seva comitiva surten des de la casa del majordom entonant la següent cobla: 
A la porta l'església 
anem ara 
a resar una Salvi 
a La nostra Senyora. 
Ja en la porta del temple, es resen tres Avemarías i la Salvi mentre s'espera que el rellotge de la torre acabi amb les dotze campanadas. En aquest moment Jarramplas, amb el cap descobert, comença a caminar cap enrere tocant el tamboril. Els assistents, entonant les cobles de les Alborás, inicien el recorregut pels carrers del poble, amb ritme cadencios i sense deixar de cantar. La comitiva acaba de nou en la porta de l'església.
A la matinada s'oferixen, regades amb vi, molles a tot el poble. El jovent de vint anys (abans eren els quintos) són els encarregats de repartir-les a la gent.

## El dia 20. La Rosca
Cap a les deu del matí, des de la porta de l'església, s'inicia la processó. En aquesta cerimònia, Jarramplas, amb el cap descobert, va caminant d'esquena sense apartar la vista del Sant.
AL finalitzar la processó, es procedeix a la subhasta de les camines del Sant per a tenir el privilegi d'introduir-lo en el temple, on té lloc la missa en la qual es canta la Rosca de Sant Sebastià. Unes mosses van cantant les estrofes i un nen repeteix l'últim vers de cadascuna. Entre estrofa i estrofa, Jarramplas fa sonar la seva tamboril.
L'última estrofa: 
A la guerra, a la guerra 
i a l'arma, a l'arma 
Sebastià valerós 
va vèncer batalla. 
es canta accelerant el ritme i provoca un ambient de cert nerviosisme entre el públic que hi ha en l'església, que comença a abandonar-la, i el qual es troba en l'exterior. Tots comencen a prendre posicions en la porta de l'església, enfront de la porta per la qual minuts més tard sorgirà Jarramplas.

## Surt Jarramplas
És el moment més espectacular i significatiu de la festa. Prèviament el jovent s'ha encarregat d'omplir la plaça de naps, l'ajuntament compra uns milers de kg perquè no falti tan preuat projectil en la festa.
Els ànims estan excitats i el protagonista demora la seva sortida. Sobtadament, Jarramplas surt per la porta de l'església i la 'batalla' té lloc davant de la font i el lloc que ocupava el tristament desaparegut àlber.
En el mateix moment que apareix, rep un intens xàfec de naps. La plaça de l'església es converteix en l'escenari d'una batalla que Jarramplas lliura amb el poble. Segons com evoluciona el personatge, els seus enemics ataquen, retrocedeixen o contraataquen. Tot un ritu que pot durar el que el cos o la preparació física de Jarramplas permeti. A major aguant, major consideració social per al personatge.

## Conclusió dels actes
A la tarda Jarramplas assisteix al rosari, al besapiés, a la subhasta i a la pujada del Sant al tron. Després de la conclusió dels actes litúrgics efectua una darrera sortida, després de la qual es recollirà a casa del majordom de l'any següent, allí lliurarà tots els seus efectes i presa amb els seus acompanyants un berenar consistent en llom, formatge, pa i vi.